# ساسیرژ-سن-ژرمن
ساسیرژ-سن-ژرمن (به فرانسوی: Sassierges-Saint-Germain) یک کمون در فرانسه است که در اندر واقع شده‌است. ساسیرژ-سن-ژرمن ۳۱٫۷۲ کیلومتر مربع مساحت و ۴۵۵ نفر جمعیت دارد و ۱۶۲ متر بالاتر از سطح دریا واقع شده‌است.